# Grande mistero (singolo)
Grande mistero è un brano musicale della cantante italiana Irene Fornaciari, scritto dal padre Zucchero Fornaciari, Davide Van De Sfroos e pubblicato come singolo il 15 febbraio 2012 dall'etichetta discografica Universal Records. Il singolo è il primo estratto dall'album omonimo, terzo lavoro in studio della cantante.
Il brano ha partecipato al Festival di Sanremo 2012. La sua partecipazione al Festival è stata annunciata il 15 gennaio 2012. La terza volta che la cantante partecipa al Festival. Tuttavia Grande mistero è stata eliminata dalla gara durante la seconda serata.

## Il brano
Durante un'intervista rilasciata a La Stampa, Irene Fornaciari ha spiegato il significato del testo di Grande mistero, raccontando:
(Irene Fornaciari)

Anche l'autore del brano, Davide Van De Sfroos, durante un'intervista al TGcom ha aggiunto maggiori dettagli sulla composizione di Grande mistero: 
In precedenza Davide Van de Sfroos, Zucchero e la Fornaciari avevano già collaborato in occasione della precedente edizione del Festival, quando durante la serata dei duetti, avevano interpretato insieme il brano Yanez.

## Tracce
Download digitale
1. Grande mistero - 3:39

## Classifiche
| Classifica (2012) | Posizione massima |
| ----------------- | ----------------- |
| Italia            | 23                |